# Кніпович Микола Михайлович
Микола́ Миха́йлович Кніпо́вич(25 березня 1862, Свеаборг, Велике князівство Фінляндське — 23 лютого 1939, Ленінград, СРСР) — російський і радянський зоолог, іхтіолог, гідробіолог і гідролог, почесний член Академії наук СРСР (1935, член-кореспондент 1927).

## Біографія
Микола Михайлович Кніпович народився 25 березня (6 квітня за новим стилем) 1862 року в родині військового лікаря, за походженням литовця з селян Ковенської губернії, мати його була дворянського походження.
Навчався в гельсингфорській гімназії, яку закінчив 1880 року. Вступив на фізико-математичний факультет Санкт-Петербурзького університету, який закінчив 1886 року і був залишений при ньому для підготовки до професорського звання.
1887 року був заарештований за участь у соціал-демократичній групі Д. Благоева, в яку він вступив на початку 1886 року. П'ять років перебував під наглядом поліції.
З 1887 року Кніпович працював на біологічній станції на Соловецьких островах Білого моря, де зібрав матеріали для магістерської дисертації про вусоногих рачків Ascothoracidae, паразитів морських зірок. Захистив магістерську дисертацію на тему «Матеріали до пізнання групи Ascothoracida» 1892 року.
1893 року повернувся до Санкт-Петербурзького університету як приват-доцент. 1894 року Микола Михайлович Кніпович поступив на службу до Зоологічного музею Академії. 1899 року був звільнений з університету «як політично неблагонадійний».
З 1898 року Кніпович виступає представником від Росії як віце-президент Міжнародної ради з дослідження морів. Бере активну участь як член і організатор багатьох наукових комісій і конференцій, член-засновник ряду інститутів з вивчення моря. Член комісії Академії наук зі спорядження Російської полярної експедиції.
Вивчав фауну і фізичну географію Білого моря. Очолював Мурманську науково-промислову експедицію, споряджену 1897 року на Мурманський берег для науково-промислових досліджень (1898—1901).
Володів квартирою і дачею в Фінляндії (в Сейвасто, нині Озерки), на якій в червні 1907 року гостював В. І. Ленін з дружиною. Ленін особисто добре знав М. М. Кніповича і характеризував його не тільки як наукову силу першого рангу, але і як безумовно чесну людину. 1909 року переїхав з Колпинської вулиці на Гатчинську, будинок 27/29.
У 1911—1930 роках професор кафедри зоології та загальної біології Жіночого медичного інституту (Першого Ленінградського).
Організатор науково-промислових експедицій на Каспійське (1886, 1904, 1912—1913, 1914—1915, 1931—1932), Балтійське (1902), Чорне з Азовським моря (1922—1927).
Микола Михайлович Книпович раптово помер 23 лютого 1939 року в Ленінграді від серцевого нападу і похований на Літераторських містках.

## Наукові праці
Кніпович Микола Михайлович — засновник російської школи дослідників у галузі промислового рибництва. Кніпович Микола Михайлович — автор 164 друкованих праць і близько 200 статей розміщених на сторінках Енциклопедичного словника Брокгауза і Єфрона. Праці присвячені дослідженню природи й промислових багатств морів європейської частини Російської імперії та Північного Льодовитого океану, питанням зоології морських безхребетних (молюски й паразитичні вусоногі), гідробіології, вивченню рибного й звіробійного промислів, геології північних морів.
- (рос.) К вопросу о зоогеографических зонах Белого моря // Вестник естествознания, 1891. — 6/7. — С. 201—206.
- (рос.) Взаимоотношение организмов между собой и с окружающим миром // Итоги науки в теории и практике. Т. 6, кн. 17. — М. : Мир, 1912. — С. 385—469.
- (рос.) Каспийское море и его промыслы. — Берлин: ГИЗ РСФСР, 1923. — 87 с.
- (рос.) Распределение жизни в Чёрном море // Русский гидробиологический журнал, 1924. Т. 3, 8/10. — С. 199—204.
- (рос.) К вопросу о границах «живой» и «мертвой» области Чёрного моря // Известия Центрального гидрометеорологического бюро, 1925. Вып. 4. — С. 39—44.
- (рос.) Гидрология и промысловое дело // Исследование морей СССР, 1930. Вып. 11. — С. 21—35.
- (рос.) Гидрология морей и солоноватых вод (в применении к промысловому делу). — М.-Л. : Пищепромиздат, 1938. — 513 с.

## Пам'ять
- На честь М. М. Кніповича названий ряд географічних об'єктів, установ, біологічних таксонів:
- Бухта, названа Едуардом Толлем під час арктичної експедиції з Колчаком. Бухта розташована на мисі, на якому 15 жовтня 1900 року був влаштований продовольчий склад. Спочатку помилково прийнята за фіорд Гафнер[8].
- Мис, крайня північна точка острова Вікторія.
- У схемі течій Чорного моря виділяються два величезних замкнутих коловороти. На честь Миколи Кніповича, який першим описав цю схему, вони названі «окулярами Кніповича».
- Підводний хребет на дні Північного Льодовитого океану (1961).
- У Мурманську на честь Кніповича названа одна з вулиць міста і Полярний науково-дослідний інститут морського рибного господарства та океанографії.
- Микола Кніпович — науково-дослідне судно, моторно-вітрильний бот.
- Рід риб родини бичкових кніповичія (Knipowitschia).

## Родина
Сестра, Кніпович Лідія Михайлівна (1857—1920) — діяч революційного руху, більшовичка.